# Xenotilapia
Xenotilapia Boulenger, 1899 è un genere di pesci d'acqua dolce appartenente alla famiglia Cichlidae, sottofamiglia Pseudocrenilabrinae.

## Distribuzione e habitat
Tutte le specie sono endemiche del lago Tanganica (Africa orientale).

## Descrizione
Le dimensioni si attestano tra gli 8 e i 17 cm, secondo la specie.

## Acquariofilia
Alcune specie sono allevate in acquario da appassionati.

## Specie
Il genere comprende 18 specie:
- Xenotilapia albini
- Xenotilapia bathyphila
- Xenotilapia boulengeri
- Xenotilapia burtoni
- Xenotilapia caudafasciata
- Xenotilapia flavipinnis
- Xenotilapia leptura
- Xenotilapia longispinis
- Xenotilapia melanogenys
- Xenotilapia nasus
- Xenotilapia nigrolabiata
- Xenotilapia ochrogenys
- enotilapia ornatipinnis
- Xenotilapia papilio
- Xenotilapia rotundiventralis
- Xenotilapia sima
- Xenotilapia spiloptera
- Xenotilapia tenuidentata